# Pentagouets

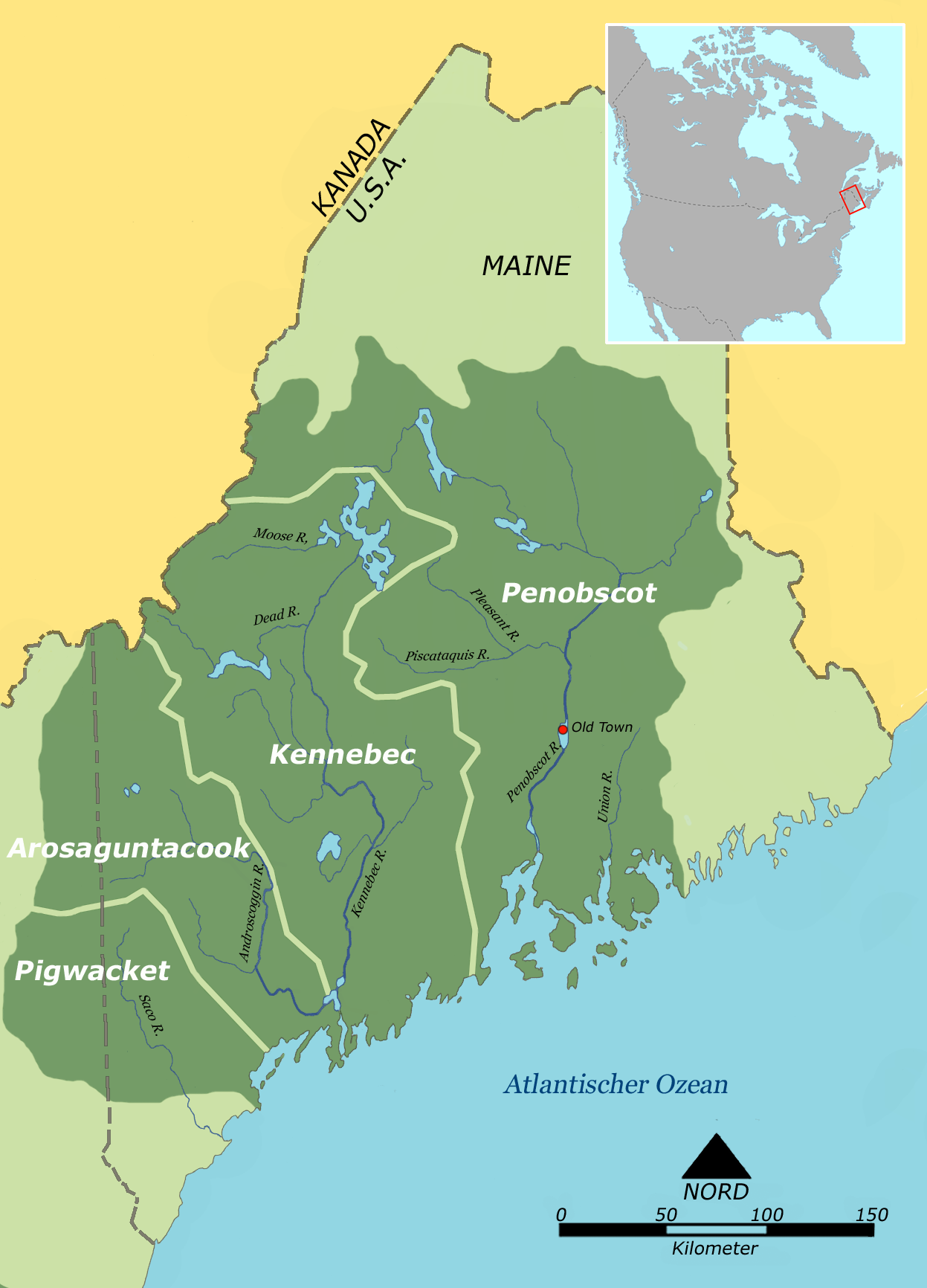
Territoires des Abenaquis de l'Est (Penobscot, Kennebec, Arosaguntacook, Pigwacket)

Les Pentagouets ou Penawapskewis (en anglais : Penobscot) sont un peuple Amérindien issu de la confédération « Wabanaki », qui s'est originellement établi aux alentours de la baie de Penobscot et du fleuve Penobscot, dans l'actuel Maine (États-Unis). 
L'un de leurs principaux villages était situé à Pentagouet (aujourd'hui Castine). Actuellement, cette tribu est une des plus peuplées de la Nouvelle-Angleterre. Elle occupe encore une partie de ses territoires ancestraux, à Oldtown, sur le fleuve Penobscot. 
Leur culture (langue et coutumes) est très proche de celle des Canibas (autre tribu abénaquise). La langue parlée par les Pentagouets (Penobscot) est d'origine algonquienne.

## Situation géographique
Les Pentagouets ont une réserve comptant 2 000 habitants à Indian Island dans la ville de Old Town dans le Maine.

## Histoire

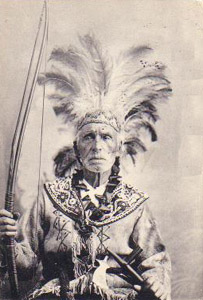
Chef Pentagouet Thunder.

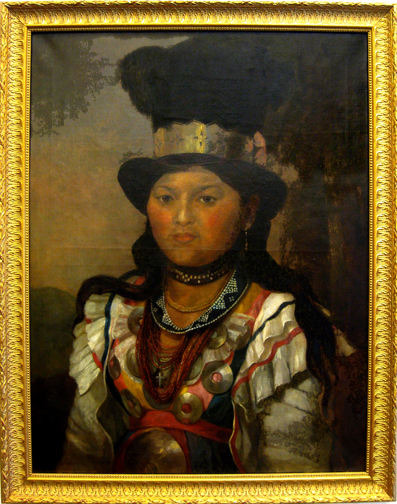
Sarah Molasses, fille d'Old John Neptune et Molly Molasses (collection du Peabody Museum à Harvard)

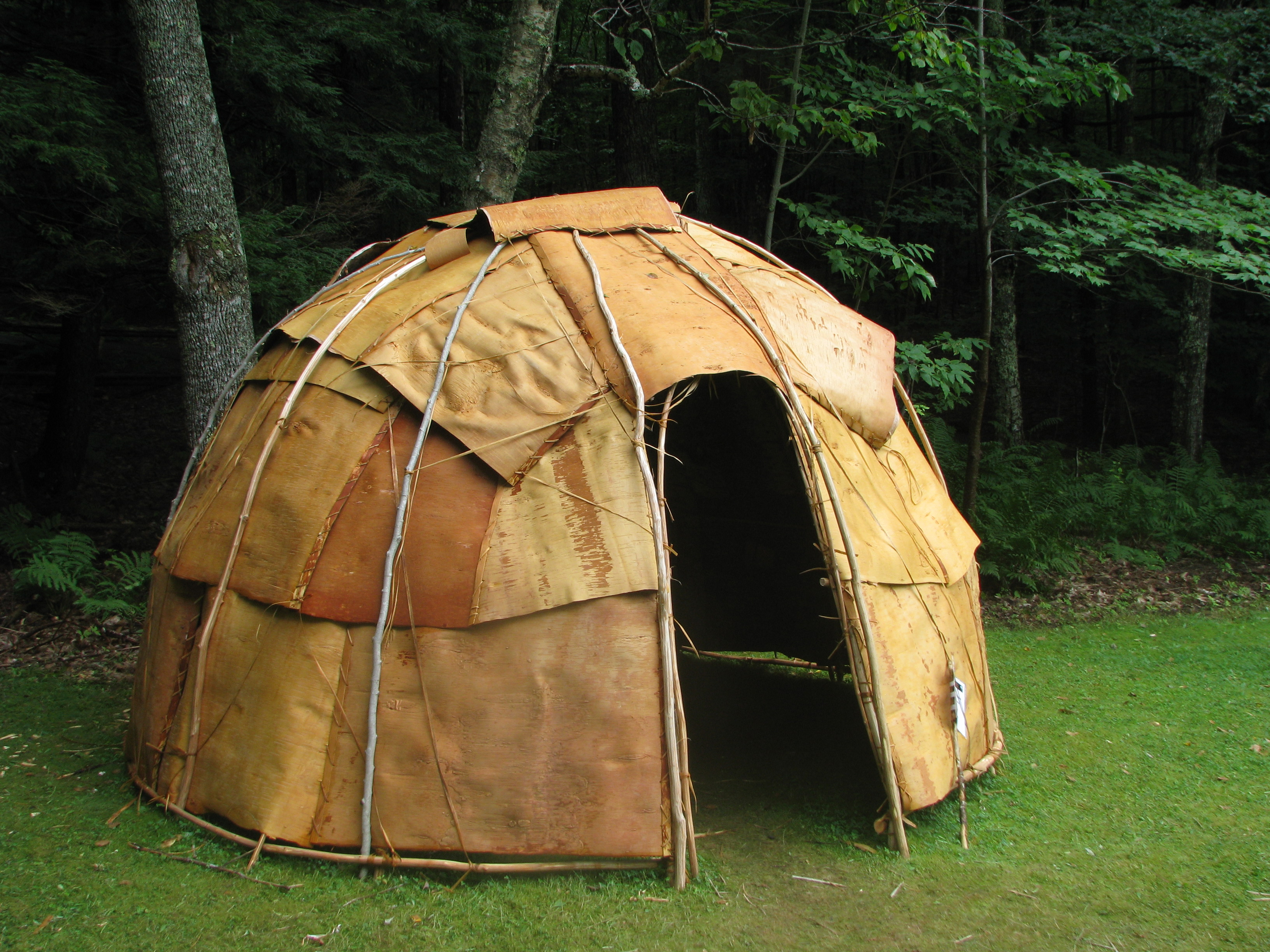
Wigwam construit par l'artisan pentagouet Barry Dana et sa famille comme démonstration dans un parc national américain

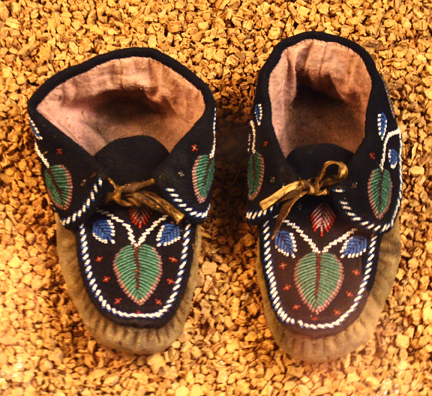
Mocassins pentagouets, American Museum of Natural History

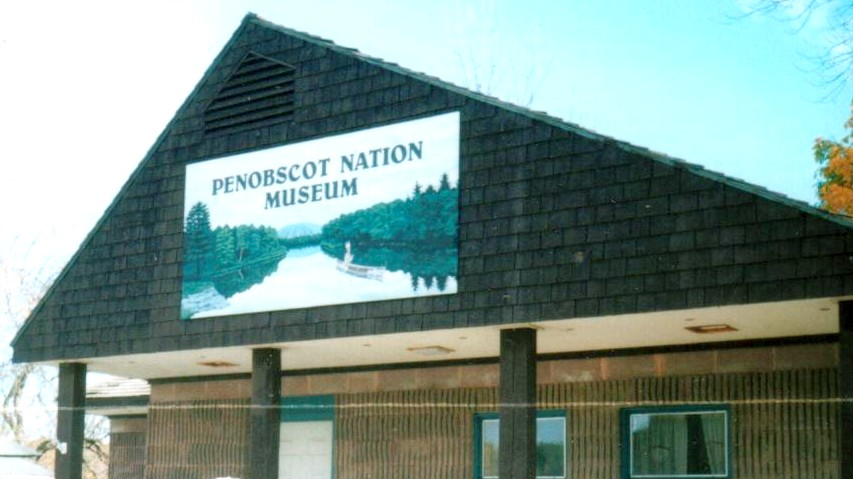
Musée de la Nation Pentagouet, Indian Island.

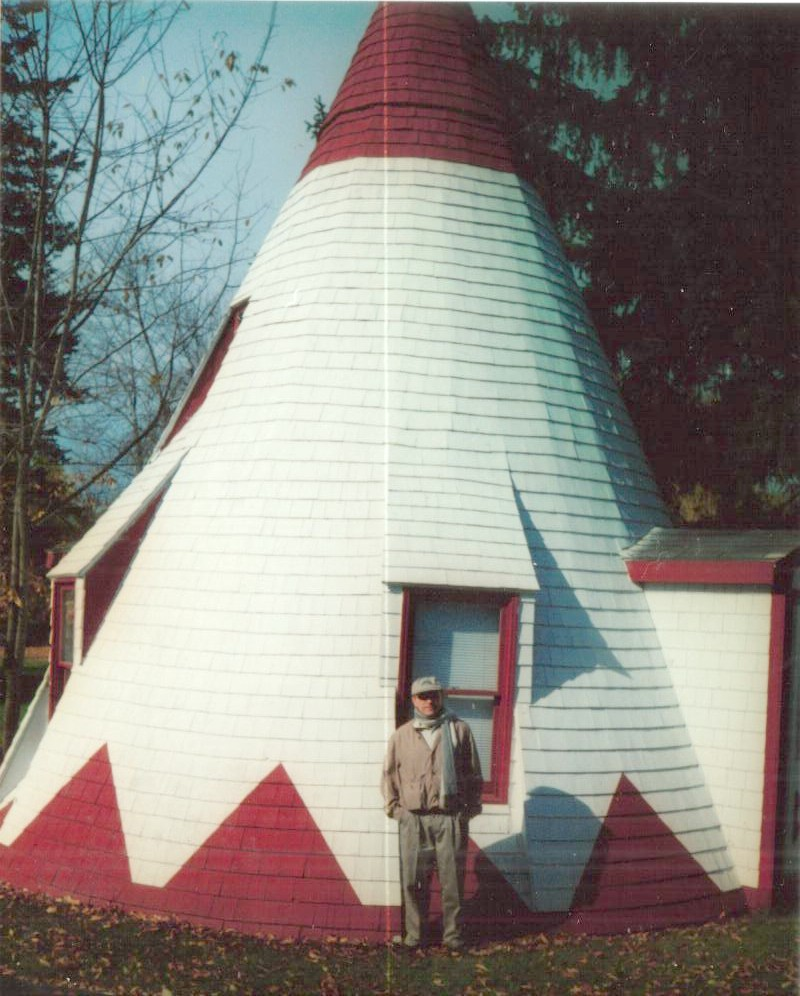
Indian office à Indian Island, Old Town, Penobscot County (Comté de Pénagouet).

### Archéologie
Trois périodes sont traditionnellement reconnues pour décrire l'histoire ancienne des populations autochtones de la région. 
- Le Paléoindien (entre 10 000 et 8000 ans) : les Amérindiens parcourent les territoires libérés par les glaces wisconsiniennes[1],[2] alors que la flore et la faune les reconquièrent. Les chasseurs suivent les caribous armés de lances pourvues de longues pointes à cannelures.
- L’Archaïque (entre 8000 à 1000 ans avant l'ère chrétienne) : les groupes amérindiens exploitent les territoires du Sud Québec. Des traces de sépultures garnies d’offrandes funéraires et d’ocre rouge ont été retrouvées. Outre les pierres taillées et polies, le cuivre des Grands Lacs est martelé en feuilles et assemblé en pointes, couteaux, haches ou pour des ornements.
- Le Sylvicole (de 1000 ans avant notre ère à 1534) : les populations  nomades se sédentarisent progressivement. La céramique permet la cuisson des viandes, des plantes sauvages et du maïs, de la courge cultivés lors des derniers siècles de cette période. Les groupes de la vallée du Saint-Laurent construisent des maisons longues, le territoire se partage entre les nations autochtones lors du premier millénaire et c'est ce découpage qui sera décrit par les premiers Européens[3].

### Contact avec les Européens

#### La guerre du Roi Philip
Les Pentagouets se battent contre les colonialistes anglais lors de la guerre du Roi Philip. Ils attaquent plusieurs fois la frontière de la Nouvelle-Angleterre pendant les guerres de la ligue d'Augsbourg et de Succession d'Espagne pour tenter de protéger leurs terres. Alliés des Français, dans la guerre qu'ils mènent aux colonies britanniques, ils sont également très influencés par certains d'entre eux comme le baron Jean-Vincent d'Abbadie de Saint-Castin, son fils Bernard Anselme et le père Pierre de La Chasse. Le baron de Saint-Castin est devenu d'ailleurs un de leurs chefs (sachem) (sagamore) lors du décès du sachem et grand bashaba : Madockawando, beau-père du baron.
Le nombre d'Amérindiens morts durant la Guerre du Roi Philip est estimé à environ 3 000 des 20 000 Amérindiens (15 %) de la population locale et à 800 des 52 000 colons anglais (1,5 %). Plus de la moitié des quatre-vingt-dix villages de la Nouvelle-Angleterre furent pris d'assaut par les Amérindiens.

#### Le traité d'Utrecht (1713)
Après le traité d'Utrecht, les Pentagouets se sont regroupés avec les Canibas et les autres Abénaquis pour stopper l'envahissement progressif de leur territoire par les Britanniques. En 1725, leur chef, Wenemouet, fait la paix avec les Britanniques. Ce geste est la cause de conflits entre eux et les autres Abénaquis, en particulier ceux du Québec. De telle sorte qu'à partir de 1749, ils cessent les hostilités contre les Britanniques et, contrairement aux Canibas, ne rejoignent pas les Abénaquis de la mission de Saint-François (actuelle Odanak).

### Les épidémies
Les maladies transmises aux populations amérindiennes entrées en contact avec les colons Anglais vers 1618 étaient nombreuses et virulentes, en particulier la variole, les maladies vectorielles à tiques, la typhoide et la rougeole .